# 瀬口侑希
瀬口 侑希（せぐち ゆうき、1975年5月15日 - ）は、日本の女性演歌歌手。本名は瀬口 貴臣（せぐち たかみ）。血液型はA型。
所属レコード会社は日本クラウンで、関連会社のクラウンミュージックが所属事務所になっている。

## 経歴
兵庫県神戸市出身。兵庫県立御影高等学校を経て甲南大学法学部卒業。小学生の時に合唱団に入り童謡を歌い始める。高校生の時に「NHKのど自慢」で週間グランプリを受賞するが、年度末のグランドチャンピオンになれずNHKホールから泣いて帰る。1999年、文化放送主催のオーディション「プロになっちゃえ!」でグランプリを受賞したのをきっかけに、作曲家の桜田誠一に師事。翌2000年4月21日、「ねぶた」でデビュー。以後も作品の多くは櫻田が手掛けている。
2004年7月から文化放送『走れ!歌謡曲』の「ラジオ歌声喫茶・浜松町あかつき」隔週水曜日における“歌のお姉さん”として出演。NHK『きみまろフルコース→コロッケぱらだいす ごきげん歌謡笑劇団』が2011年総合テレビへ移った際、新設コーナー「愛のドレミファ3人組」で「流離（さすらい）の歌姫」として出演。司会がコロッケに替わって以降は会場ステージにも登場。
父親はぱしふぃっくびいなすの元船長瀬口末洋。その縁でクルーズのメインショーでコンサートを行っている。
2019年10月から、通信カラオケ「DAM」の曲間音楽番組「DAM CHANNEL演歌」の3代目MCに就任。

## 人物
- イルカグッズを数多く収集している[2]。
- 阪神タイガースファンである。

## ディスコグラフィ

### シングル
- 全て日本クラウンからリリース。

| #  | 発売日          | 曲順 | タイトル               | 作詞         | 作曲       | 編曲       | オリコン 最高順位 | 規格品番           |
| -- | --------------- | ---- | ---------------------- | ------------ | ---------- | ---------- | ----------------- | ------------------ |
| 1  | 2000年 4月21日  | 01   | ねぶた                 | 川口武男     | 桜田誠一   | 南郷達也   | -                 | CRDN-674           |
| 1  | 2000年 4月21日  | 02   | 氷の河                 | 新條カオル   | 桜田誠一   | 丸山雅仁   | -                 | CRDN-674           |
| 2  | 2000年 10月25日 | 01   | 火垂海峡               | 新條カオル   | 桜田誠一   | 丸山雅仁   | -                 | CRDN-707           |
| 2  | 2000年 10月25日 | 02   | ええやんか             | 中井ひさ子   | 桜田誠一   | 南郷達也   | -                 | CRDN-707           |
| 3  | 2001年 9月21日  | 01   | 雪よ飾れ               | 新條カオル   | 桜田誠一   | 竜崎孝路   | -                 | CRDN-827           |
| 3  | 2001年 9月21日  | 02   | 華友禅                 | 小野塚清一   | 桜田誠一   | 竜崎孝路   | -                 | CRDN-827           |
| 4  | 2002年 6月21日  | 01   | 女優                   | 田久保真見   | 桜田誠一   | 竜崎孝路   | -                 | CRDN-852           |
| 4  | 2002年 6月21日  | 02   | 甘ったれないで         | やしろよう   | 桜田誠一   | 竜崎孝路   | -                 | CRDN-852           |
| 5  | 2004年 6月23日  | 01   | うた                   | 塚口けんじ   | 桜田誠一   | 伊戸のりお | -                 | CRCN-1144          |
| 5  | 2004年 6月23日  | 02   | 泣かされ上手           | 仁井谷俊也   | 桜田誠一   | 伊戸のりお | -                 | CRCN-1144          |
| 6  | 2005年 12月7日  | 01   | 海峡                   | 石原信一     | 桜田誠一   | 竜崎孝路   | -                 | CRCN-1224          |
| 6  | 2005年 12月7日  | 02   | 四季ありて             | 塚口けんじ   | 桜田誠一   | 石倉重信   | -                 | CRCN-1224          |
| 7  | 2006年 2月25日  | 01   | 面影の小樽             | 新本創子     | 鶴岡雅義   | 伊戸のりお | -                 | CRCN-976           |
| 7  | 2006年 2月25日  | 02   | 薄雪草                 | 新本創子     | 鶴岡雅義   | 伊戸のりお | -                 | CRCN-976           |
| 8  | 2006年 12月6日  | 01   | 不如帰                 | 星野哲郎     | 桜田誠一   | 馬飼野俊一 | 34位              | CRCN-1280          |
| 8  | 2006年 12月6日  | 02   | 雪国絶唱               | 新條カオル   | 桜田誠一   | 南郷達也   | 34位              | CRCN-1280          |
| 9  | 2008年 1月9日   | 01   | 幸せになってね         | 中川博之     | 中川博之   | 竜崎孝路   | -                 | CRCN-1332          |
| 9  | 2008年 1月9日   | 02   | 命果てるとも           | 石原信一     | 桜田誠一   | 馬飼野俊一 | -                 | CRCN-1332          |
| 10 | 2008年 10月8日  | 01   | ガラスの雪             | 石原信一     | 桜田誠一   | 竜崎孝路   | 41位              | CRCN-1376          |
| 10 | 2008年 10月8日  | 02   | みち潮                 | 石原信一     | 桜田誠一   | 竜崎孝路   | 41位              | CRCN-1376          |
| 11 | 2009年 7月8日   | 01   | 放浪記                 | 星野哲郎     | 桜田誠一   | 馬飼野俊一 | -                 | CRCN-1422          |
| 11 | 2009年 7月8日   | 02   | 埋み火                 | 塚口けんじ   | 桜田誠一   | 伊戸のりお | -                 | CRCN-1422          |
| 12 | 2010年 4月7日   | 01   | 愛の旅人               | 山田孝雄     | 桜田誠一   | 伊戸のりお | 36位              | CRCN-1463          |
| 12 | 2010年 4月7日   | 02   | 岬                     | 海老原秀元   | 桜田誠一   | 伊戸のりお | 36位              | CRCN-1463          |
| 13 | 2010年 12月8日  | 01   | 三春の桜               | 田久保真見   | 徳久広司   | 石倉重信   | 42位              | CRCN-1504          |
| 13 | 2010年 12月8日  | 02   | ぬくもり酒             | 田久保真見   | 徳久広司   | 石倉重信   | 42位              | CRCN-1504          |
| 14 | 2011年 8月3日   | 01   | 千年の恋歌             | 田久保真見   | 徳久広司   | 石倉重信   | -                 | CRCN-1558          |
| 14 | 2011年 8月3日   | 02   | 紅の酒                 | 田久保真見   | 徳久広司   | 石倉重信   | -                 | CRCN-1558          |
| 15 | 2012年 6月6日   | 01   | 楽園                   | 田久保真見   | 若草恵     | 若草恵     | -                 | CRCN-1622          |
| 15 | 2012年 6月6日   | 02   | あなたの胸で泣きながら | 田久保真見   | 若草恵     | 若草恵     | -                 | CRCN-1622          |
| 16 | 2013年 2月6日   | 01   | 夫婦つくしんぼ         | 田久保真見   | 弦哲也     | 石倉重信   | 40位              | CRCN-1674          |
| 16 | 2013年 2月6日   | 02   | 磐越西線               | 高畠じゅん子 | 中川博之   | 前田俊明   | 40位              | CRCN-1674          |
| 17 | 2013年 12月4日  | 01   | 夢灯籠                 | 田久保真見   | 弦哲也     | 石倉重信   | -                 | CRCN-1752          |
| 17 | 2013年 12月4日  | 02   | 不知火情歌             | 田久保真見   | 弦哲也     | 石倉重信   | -                 | CRCN-1752          |
| 18 | 2014年 10月8日  | 01   | 花に降る雨             | 渡辺なつみ   | 浜圭介     | 若草恵     | 32位              | CRCN-1822          |
| 18 | 2014年 10月8日  | 02   | 或る女のいる酒場       | 渡辺なつみ   | 浜圭介     | 若草恵     | 32位              | CRCN-1822          |
| 19 | 2015年 5月20日  | 01   | 恋の花                 | たかたかし   | 幸耕平     | 竜崎孝路   | -                 | CRCN-1875          |
| 19 | 2015年 5月20日  | 02   | 北の慕情               | たかたかし   | 幸耕平     | 竜崎孝路   | -                 | CRCN-1875          |
| 20 | 2016年 3月2日   | 01   | 八尾しぐれ             | たかたかし   | 聖川湧     | 若草恵     | 46位              | CRCN-1946          |
| 20 | 2016年 3月2日   | 02   | 西帰浦の港             | たかたかし   | 大谷明裕   | 石倉重信   | 46位              | CRCN-1946          |
| 21 | 2016年 12月7日  | 01   | 津軽の春               | 里村龍一     | 水森英夫   | 丸山雅仁   | 32位              | CRCN-8012          |
| 21 | 2016年 12月7日  | 02   | 迷い舟                 | 仁井谷俊也   | 大谷明裕   | 周防泰臣   | 32位              | CRCN-8012          |
| 22 | 2017年 11月1日  | 01   | 雪舞い岬               | 石原信一     | 鈴木淳     | 前田俊明   | 29位              | CRCN-8101          |
| 22 | 2017年 11月1日  | 02   | 霧にむせぶ夜           | 丹古晴己     | 鈴木淳     | 竜崎孝路   | 29位              | CRCN-8101          |
| 23 | 2018年 8月29日  | 01   | 女のゆりかご           | 里村龍一     | 岡千秋     | 南郷達也   | 48位              | CRCN-8177          |
| 23 | 2018年 8月29日  | 02   | 春雷                   | 小野塚清一   | 桧原さとし | 竹内弘一   | 48位              | CRCN-8177          |
| 24 | 2019年 5月15日  | 01   | 須磨の雨               | 麻こよみ     | 水森英夫   | 石倉重信   | 36位              | CRCN-8247          |
| 24 | 2019年 5月15日  | 02   | 恋の舟                 | 菅麻貴子     | 水森英夫   | 石倉重信   | 36位              | CRCN-8247          |
| 25 | 2020年 2月5日   | 01   | おけさ恋歌             | 水木れいじ   | 岡千秋     | 竹内弘一   | 26位              | CRCN-8310 (通常盤) |
| 25 | 2020年 2月5日   | 02   | 佐渡の浜百合           | 高畠じゅん子 | 大谷明裕   | 竹内弘一   | 26位              | CRCN-8310 (通常盤) |
| 25 | 2020年 9月16日  | 02   | 朱い鳥                 | 坂口照幸     | 蔦将包     | 蔦将包     | 26位              | CRCN-8354 (飛翔盤) |
| 26 | 2021年 2月3日   | 01   | 冬の恋歌               | 水木れいじ   | 蔦将包     | 蔦将包     | 33位              | CRCN-8386          |
| 26 | 2021年 2月3日   | 02   | 女が泣いてる港町       | かず翼       | 蔦将包     | 南郷達也   | 33位              | CRCN-8386          |
| 27 | 2021年 8月25日  | 01   | 片恋しぐれ             | 坂口照幸     | 筑紫竜平   | 南郷達也   | 39位              | CRCN-8423          |
| 27 | 2021年 8月25日  | 02   | 音更の雪               | 高田ひろお   | 筑紫竜平   | 南郷達也   | 39位              | CRCN-8423          |
| 28 | 2022年 2月23日  | 01   | 運命の悪戯             | さくらちさと | 徳久広司   | 西村真吾   | 38位              | CRCN-8468          |
| 28 | 2022年 2月23日  | 02   | 告白                   | 朝倉翔       | 大谷明裕   | 竹内弘一   | 38位              | CRCN-8468          |
| 29 | 2022年 8月24日  | 01   | 誘惑のスキャンダル     | かず翼       | 徳久広司   | 西村真吾   | 34位              | CRCN-8505          |
| 29 | 2022年 8月24日  | 02   | ジョージ               | かず翼       | 徳久広司   | 西村真吾   | 34位              | CRCN-8505          |
| 30 | 2023年 2月22日  | 01   | 冬航路                 | 坂口照幸     | 筑紫竜平   | 竹内弘一   | 33位              | CRCN-8533          |
| 30 | 2023年 2月22日  | 02   | ふたりの絆道           | かず翼       | 筑紫竜平   | 竹内弘一   | 33位              | CRCN-8533          |
| 31 | 2023年 12月6日  | 01   | さだめの海             | 本橋夏蘭     | 蔦将包     | 竹内弘一   | 37位              | CRCN-8622          |
| 31 | 2023年 12月6日  | 02   | シリエトク             | 朝倉翔       | 大谷明裕   | 竹内弘一   | 37位              | CRCN-8622          |
| 32 | 2024年 9月25日  | 01   | 幸せに遠い岬           | 木下龍太郎   | 大谷明裕   | 南郷達也   | 38位              | CRCN-8693          |
| 32 | 2024年 9月25日  | 02   | あした川               | さくらちさと | 大谷明裕   | 南郷達也   | 38位              | CRCN-8693          |

#### デュエット・シングル
| 発売日        | デュエット | 曲順 | タイトル              | 作詞       | 作曲   | 編曲     | 規格品番  |
| ------------- | ---------- | ---- | --------------------- | ---------- | ------ | -------- | --------- |
| 2014年 7月2日 | 浜圭介     | 01   | ふたりはふたり        | 渡辺なつみ | 浜圭介 | 田代修二 | CRCN-1804 |
| 2014年 7月2日 | -          | 02   | 命燃ゆ (歌：瀬口侑希) | 渡辺なつみ | 浜圭介 | 田代修二 | CRCN-1804 |

### アルバム

#### オリジナル・アルバム
| 発売日        | タイトル                                         | 規格品番   |
| ------------- | ------------------------------------------------ | ---------- |
| 2007年3月7日  | 瀬口侑希〜あなたを想い続けて「不如帰」〜         | CRCN-20338 |
| 2019年5月15日 | デビュー20周年記念アルバム〜あなたに贈る愛の歌〜 | CRCN-41330 |

#### ベスト・アルバム
| 発売日         | タイトル                             | 規格品番       |
| -------------- | ------------------------------------ | -------------- |
| 2008年2月6日   | ベスト12「幸せになってね」「不如帰」 | CRCN-20351     |
| 2012年11月7日  | ベスト12〜楽園・三春の桜〜           | CRCN-20377     |
| 2013年11月6日  | 全曲集〜夫婦つくしんぼ・楽園〜       | CRCN-41156     |
| 2014年11月5日  | 全曲集〜夢灯籠・夫婦つくしんぼ〜     | CRCN-41187     |
| 2015年11月4日  | 全曲集〜恋の花・花に降る雨〜         | CRCN-41216     |
| 2016年9月7日   | 全曲集〜八尾しぐれ・不如帰〜         | CRCN-41231     |
| 2017年12月13日 | プレミアムベスト                     | CRCN-41261     |
| 2018年5月2日   | ツインパック                         | CRCN-41291〜92 |
| 2018年10月3日  | 全曲集〜雪舞い岬・不如帰〜           | CRCN-41302     |
| 2021年9月8日   | 全曲集〜冬の恋歌・不如帰〜           | CRCN-41373     |
| 2023年10月4日  | 全曲集〜誘惑のスキャンダル・不如帰〜 | CRCN-41472〜73 |

### 映像作品

#### ミュージック・ビデオ
| 発売日       | タイトル                       | 規格 | 規格品番 |
| ------------ | ------------------------------ | ---- | -------- |
| 2019年4月3日 | ミュージックビデオコレクション | DVD  | CRBN-75  |

## 出演

### テレビ
- 「夏美と侑希のこちら最新歌謡曲」（テレビ埼玉）
- 平成歌謡塾…カラオケレッスンコーナーアシスタント
- ごきげん歌謡笑劇団（NHK総合）-レギュラーコーナー　愛のドレミファ3人組-2011年4月～2015年3月12日
  - 2016年1月7日ほか
- NHK歌謡コンサート（NHK総合）-2011年9月6日、2012年6月26日ほか
- NHKのど自慢（NHK総合）2015年8月23日、2016年9月25日、2017年11月5日ほか
- BS日本のうた（NHK BSプレミアム）-2011年7月10日ほか
- 新・BS日本のうた（NHK BSプレミアム）-2015年6月7日、2015年8月9日、2017年4月2日、2019年10月13日、2020年6月7日、2020年11月15日、2021年8月22日、2022年3月20日ほか
- うたコン（NHK）-2016年7月19日、2017年2月7日
- ごごナマ ごごウタ（NHK）-2017年4月21日、2019年7月19日
- 歌う!SHOW学校（NHK）-2016年3月29日、2016年12月24日、2018年2月3日
- 新3人の歌仲間 DAM CHANNEL（BS日テレ）-司会-2019年10月～2020年9月
- カラオケ1ばん（テレビ埼玉）-司会-2019年10月10日～ 2020年3月26日
- はやウタ（NHK）-2021年4月18日、2022年7月18日
- 清水節子と蒔田由美子の歌日記（テレ玉）-2021年11月9日
- サブちゃんと歌仲間（BSテレ東）-2021年11月20日、2022年12月3日、2022年12月17日
- カラオケチャンネル (群馬テレビ)（群馬テレビ）-2021年12月17日、2022年9月28日
- 津吹みゆと一条貫太のこちら最新歌謡曲（テレ玉）-2021年12月20日
- カラオケ大賞（チバテレビ）-2022年1月10日、4月11日
- 洋子の演歌一直線（テレビ東京）-2022年1月16日
- 山崎ていじのさわやか歌謡曲（BS12 トゥエルビ）-2022年1月20日、5月12日
- 令和歌謡塾（BS日テレ）-2022年3月2日、9月23日
- 瀬口侑希のホッとミュージック（BS12 トゥエルビ）-司会-2022年5月18日～
- 演歌大好き（群馬テレビ）-2022年7月14日
- あさうたワイド（BS日テレ）-2022年8月25日、2023年1月12日
- ドシラソファミレオン（チバテレビ）-2022年9月12日
- てっぺんとったるで!（KBS京都）-2022年10月1日
- 人生、歌がある（BS朝日）-2022年10月1日
- 祝!鳥羽一郎デビュー40周年記念コンサート～クラウンミュージックフェスティバル～（チャンネル銀河）-2022年11月26日

### ラジオ
- 日野ミッドナイトグラフィティ 走れ!歌謡曲（文化放送）
- 諸岡ケンジと瀬口侑希のうたパラ!（東海ラジオ）
- 夏木ゆたかのホッと歌謡曲（2009年7月15日・2022年4月7日・8月31日　ラジオ日本 - ゲスト）
- ごきげん歌に乾杯!（NHKラジオ第1　司会）
- 中山秀征の有楽町で逢いまSHOW（2021年3月28日・2022年6月10日 ニッポン放送 - ゲスト）
- イチ押し 歌のパラダイス　（2021年9月26日、NHKラジオ第一  - ゲスト）
- パークサイドスクエア　（2021年10月13日、エフエム立川  - ゲスト）
- 岩佐美咲はやぶさの同期deどーよ　（2021年12月13日〜26日、USEN  - ゲスト）
- BrandNewえんか（2022年1月4日～7日、STVラジオ-MC）
- 福島はじめの「ハピネス歌謡曲」　（2022年2月28日、ラジオ関西 - ゲスト）
- 遊遊ミュージック　（2022年4月3日、文化放送 - ゲスト）
- 一条貫太のおはようさん　（2022年4月4日、5日、栃木放送 - ゲスト）
- 奥様なんでも大学（2022年4月10日、2022年10月30日、山口放送 - ゲスト）
- ヴァイナルミュージック〜for.EK〜 大人の歌謡クラブ（2022年4月16日、文化放送 - ゲスト）
- はっけんラジオ（2022年4月26日、NHKラジオ第一 (九州、沖縄地区のみ) - ゲスト）
- PAO〜N（2022年4月26日、KBC九州朝日放送 - ゲスト）
- 原田悠里のちょっと寄んなっせ（2022年5月2日、熊本放送 - ゲスト）
- おはよう歌一番（2022年5月3日・2022年12月16日 ラジオ日本 - ゲスト）
- それ行け!歌謡道中（2022年8月20日・2023年5月6日 ラジオ日本 - ゲスト）
- ファミリーレストランのめちゃうま！（2022年9月5日、KBS京都 - ゲスト）
- 谷五郎の笑って暮らそう（2022年9月6日、ラジオ関西 - ゲスト）
- プロムナード82.4（2022年9月6日、FM-HANAKO - ゲスト）
- ハッピーモーニング794（2022年9月7日、エフエムいたみ - ゲスト）
- hanashikaの時間（2022年9月7日、ラジオ大阪 - ゲスト）
- 原田年晴のかぶりつきマンデー（2022年9月5日・10月24日 ラジオ大阪 - ゲスト）
- 森川由加里　青春グラフィティー（2022年6月6日・10月10日、ラジオ日本 - ゲスト）
- ココロのオト　昼レコ！（2022年10月17日、岐阜放送 - ゲスト）
- 演歌春秋（2022年11月28日、山陽放送 - ゲスト）

### その他
- DAM CHANNEL演歌（DAMチャンネル）-司会-2019年10月～2020年9月

### CM
- 石井表記
- 新日本海フェリー…イメージソング「私の旅は船の旅」を歌唱

### 書籍
- 月刊 俳句界…（文學の森、2022年12月号）

### イメージキャラクター
- JF共水連（全国共済水産業協同組合連合会）…同じ事務所の川野夏美とともに採用されている。